# Wiktoria Mondelska
Wiktoria Jadwiga Mondelska (ur. 16 lipca 1888 w Tarnowie, zm. 5 października 1943 w Krakowie) – polska botanik, nauczycielka, działaczka ochrony przyrody.

## Życiorys
Była córką Rocha Szumowskiego i Justyny z domu Krygier. W 1907 zdała maturę w Tarnowie, a od 1908 do 1920 pracowała jako nauczycielka w szkołach elementarnych, jednocześnie kończąc kursy pedagogiczne. Od 1920 wraz z mężem przeprowadziła się do Leszna, gdzie pracowała w Państwowym Seminarium Nauczycielskim Żeńskim (w latach 1932-1939 była dyrektorką tej instytucji). Od 1922 do 1925 studiowała biologię na Uniwersytecie Poznańskim pod kierunkiem prof. Adama Wodziczki. Doktoryzowała się w 1929 za pionierską monografię dotyczącą terenów Wielkopolskiego Parku Narodowego Bryofityczna szata Ludwikowa (opublikowana w 1931). Wygłaszała w tym okresie prelekcje poświęcone konieczności ochrony przyrody. W 1935 opublikowała pracę Wykaz starych drzew w powiecie leszczyńskim. Prowadziła też kronikę liceum leszczyńskiego. Od 1939 przebywała w Krakowie, gdzie pracowała w szkolnictwie. Od 1942 podjęła zatrudnienie w Polskim Komitecie Opiekuńczym, gdzie pracowała do końca życia. W tym czasie współpracowała z prof. Władysławem Szaferem pełniąc rolę instruktorki zielarskiej.
W 1990 Stanisław Jędraś napisał jej biografię wydaną przez Leszczyńskie Towarzystwo Kulturalne: Dr Jadwiga Wiktoria Mondelska zasłużony pedagog i dyrektor

## Rodzina
W 1913 wyszła za mąż za Stanisława Mondelskiego (poetę, społecznika i nauczyciela), z którym miała dwóch synów urodzonych w 1914: Pawła (inżyniera) i Stanisława (wykładowcę uniwersyteckiego, docenta poznańskiej Akademii Medycznej). 